# Adiantum andicola
Adiantum andicola (cilandrillo) es una especiede helechos en el género Adiantum. 

## Descripción
Con rizoma corto a largamente rastrero, las escamas 1-3 x 0.3-1 mm, lanceoladas, enteras, concoloras, generalmente negras; pecíolo glabro; lámina 15-40 x 15-35 cm, deltada a ovada, 3-5-pinnada, el envés generalmente glauco, glabro u ocasionalmente papiloso; pinnas (4-)6-12 pares, la más grande 7-20 x 4-15 cm, conspicuamente pediculada, la pínnula acroscópica basal pinnada y no se traslapa al raquis; raquis y costas glabros, a menudo ligeramente flexuosos, sin una mancha blanca en la axila; últimos segmentos 4-25 x 3-20 mm, obovados, lobados o incisos, pediculados, el pedículo 1-5 mm, no dilatado o sólo ligeramente dilatado y no articulado en el ápice, el color oscuro detieniéndose abruptamente sin pasar a la base del segmento; nervaduras de los segmentos estériles terminando en los márgenes; soros 1-11 por segmento, reniformes o subcirculares, sin farina amarilla entre los esporangios. 

## Distribución y hábitat
Se encuentra en los bosques de Quercus-Pinus, bosques de neblina, selvas altas o medianas subperennifolias, bordos rocosos. a una altitud de 1000-3400 metros, en México, Mesoamérica, Colombia.

## Observaciones
Adiantum andicola es extremadamente variable en el tamaño y la forma de los últimos segmentos, la presencia o ausencia de papilas en el envés de los segmentos y la longitud de los entrenudos.

## Propiedades
Se recomienda principalmente para acelerar el parto y regular la regla en el postparto.
También se le ocupa como anticonceptivo, para tal fin se usa la infusión elaborada con las hojas, mezcladas con otras siete plantas.

## Taxonomía
Adiantum andicola fue descrita por  Frederick Michael Liebmann y publicado en Kongelige Danske videnskabernes Selskabs Skrifter, Naturvidenskabeli Mathematisk Afdeling 1: 266. 1849.
Etimología;
Adiantum: nombre genérico que proviene del griego antiguo, que significa "no mojar", en referencia a las hojas, por su capacidad de arrojar el agua sin mojarse.
andicola: epíteto geográfico que alude a su localización en la Cordillera de los Andes.
Sinónimos
- Adiantum amabile Moore
- Adiantum amabile Liebm.
- Adiantum amplum var. concolor Rosenst.
- Adiantum cooperi Baker
- Adiantum cuneatum var. angustifolium M. Martens & Galeotti
- Adiantum glaucophyllum Hook.
- Adiantum palmense H. Christ[4]